# Châtillon-sur-Seine
Châtillon-sur-Seine – miejscowość i gmina we Francji, w regionie Burgundia-Franche-Comté, w departamencie Côte-d’Or. Przez miejscowość przepływa Sekwana.
Według danych na rok 1990 gminę zamieszkiwały 6862 osoby, a gęstość zaludnienia wynosiła 207 osób/km² (wśród 2044 gmin Burgundii Châtillon-sur-Seine plasuje się na 28. miejscu pod względem liczby ludności, natomiast pod względem powierzchni na miejscu 134.).

## Współpraca
Miejscowości partnerskie:
- Esneux, Belgia
- Walcourt, Belgia